# Cvijetin Mijatović
Cvijetin Mijatović (cyr. Цвијетин Мијатовић, ur. 8 stycznia 1913 w Lopare, zm. 15 listopada 1993 w Belgradzie) – polityk serbski, bośniacki i jugosłowiański, Przewodniczący Prezydium Jugosławii.

## Życiorys
W 1941 współorganizował oddziały partyzanckie. Od 1949 był członkiem KC KP Jugosławii (od 1952 ZKJ). W latach 1961–1965 był ambasadorem w ZSRR. Po powrocie do kraju stanął na czele Związku Komunistów Bośni i Hercegowiny. W latach 1964–1966 był członkiem Komitetu Wykonawczego Kc ZKJ, a od 1966 do 1979 członkiem Prezydium KC ZKJ. w latach 1969–1972 był również członkiem Biura Wykonawczego Prezydium KC ZKJ. W latach 1974–1984 był członkiem Prezydium SFRJ, a w okresie od 15 maja 1980 do 15 maja 1982 był jej przewodniczącym. W 1984 został członkiem Rady Federacji.